# Portada/efemèride octubre 30
Maria de Lorena
« 29 d'octubre · 30 d'octubre · 31 d'octubre »